# Shantanu Narayen
Shantanu Narayen (Hyderabad, 27 de mayo de 1963) es un ejecutivo de negocios indio-estadounidense que es el actual presidente y director ejecutivo de Adobe Inc. desde 2007.

## Biografía

### Carrera profesional
Shantanu Narayen se incorporó a Adobe en 1998 como vicepresidente senior de desarrollo de productos a nivel mundial. De 2001 a 2005 fue vicepresidente ejecutivo de productos mundiales. 
En 2005 fue nombrado presidente y director de operaciones.
En noviembre de 2007, fue nombrado director general de Adobe. Reemplaza a Bruce Chizen.

## Vida personal
Shantanu Narayen vive en Palo Alto, California. Narayen está casado y tiene dos hijos.